# Adrian Rolko
Adrian Rolko (* 14. září 1978 Hradec Králové) je český fotbalový trenér, který působí jako asistent trenéra v klubu FC Hradec Králové, a bývalý profesionální fotbalista, který hrával na pozici středního obránce. Svoji profesionální kariéru ukončil po sezoně 2014/15 právě v Hradci Králové. Mimo Česko působil ve Francii.

## Klubová kariéra
Je odchovancem Hradce Králové. Na jaře 2002 odešel na hostování do HFK Olomouc, odkud se vrátil v červnu. Od léta 2004 působil ve Francii ve čtvrté lize v týmu HAFC Gap. Po roce se vrátil do Hradce Králové, s kterým neúspěšně bojoval o postup do nejvyšší soutěže a tak v červenci 2006 přestoupil do Mladé Boleslavi. Před ročníkem 2013/2014 se vrátil zpět do Hradce Králové. V druholigové sezoně 2013/14 postoupil s Hradcem Králové do nejvyšší soutěže. Po roce však klub sestoupil zpět do druhé ligy a hráč po konci smlouvy ukončil svoji profesionální kariéru. Následně hrál na amatérské úrovni za FC Olympia HK. V současnosti hraje divizi za FK Náchod.

## Rodina
Jeho otec Jan Rolko byl ligovým stoperem Hradce v sedmdesátých a osmdesátých letech minulého století.